# Dalibor Stevanovič
Dalibor Stevanović (Ljubljana, 1984. szeptember 27. –) szlovén válogatott labdarúgó.

## Pályafutása

### A válogatottban
2006 és 2015 között 22 alkalommal szerepelt a szlovén válogatottban és 1 gólt szerzett. Részt vett a 2010-es világbajnokságon.